# Gouvernement Dabiré II
Burkina Faso
Dabiré I Zerbo
Le gouvernement Dabiré est le gouvernement du Burkina Faso du 10 janvier 2021 au 8 décembre 2021.
Le 14 novembre 2021, les djihadistes d'Ansarul Islam attaquent la garnison d'Inata et tuent 53 militaires et 4 civils. Cette cuisante défaite pour l'armée burkinabè entraîne des manifestations contre le gouvernement et le président RMC Kaboré car les militaires n'étaient plus approvisionnés en nourriture depuis deux semaines,,.
Christophe Dabiré présente la démission du gouvernement le 8 décembre 2021 et RMC Kaboré l'accepte.

## Composition

### Ministères d'État
- Ministère de l’Administration Territoriale et de la Décentralisation : Clément Sawadogo
- Ministère de la Défense nationale et des Anciens Combattants : Chériff Sy

### Ministères
- Ministère de la Sécurité : Ousséni Compaoré
- Ministère des Affaires étrangères, de la Coopération, de l’Intégration africaine et des Burkinabè de l’Extérieur : Alpha Barry
- Ministère de l’Économie, des Finances et du Développement : Lassané Kaboré
- Ministère de la Justice, des Droits humains et de la Promotion civique, Garde des Sceaux : Victoria Ouédraogo
- Ministère de l’Education nationale, de l’Alphabétisation et de la Promotion des Langues nationales : Stanislas Ouaro
- Ministère de la Santé : Charlemagne Ouédraogo
- Ministère de l’Enseignement supérieur, de la Recherche scientifique et de l’Innovation : Alkassoum Maïga
- Ministère de la Fonction publique, du Travail et de la Protection sociale : Séni Mahamadou Ouédraogo
- Ministère de la Femme, de la Solidarité nationale, de la Famille et de l’Action humanitaire : Laurence Ilboudo née Marchal
- Ministère de l’Économie numérique, des postes et de la Transformation digitale : Hadja Fatimata Ouattara
- Ministère de la Communication et des Relations avec le Parlement, Porte-parole du Gouvernement : Ousséni Tamboura
- Ministère de l’Agriculture, des Aménagements hydro-agricoles et de la Mécanisation : Salifou Ouedraogo
- Ministère de l’Eau et de l’Assainissement : Ousmane Nacro
- Ministère des Infrastructures et du Désenclavement : Éric Bougouma
- Ministère de l’Énergie, des Mines et des Carrières : Bachir Ouédraogo
- Ministère des Transports, de la Mobilité urbaine et de la Sécurité routière : Vincent Dabilgou
- Ministère de l’Industrie, du Commerce et de l’Artisanat : Harouna Kaboré
- Ministère des Ressources animales et halieutiques : Modeste Yerbanga
- Ministère de la Jeunesse, de la Promotion de l’Entrepreneuriat et de l’Emploi : Salifo Tiemtoré
- Ministère de l’Urbanisme, de l’Habitat et de la Ville : Bénéwendé Sankara
- Ministère de l’Environnement, de l’Economie verte et du Changement climatique : Siméon Sawadogo
- Ministère de la Culture, des Arts et du Tourisme : Élise Foniyama Thiombiano Ilboudo
- Ministère des Sports et des Loisirs : Dominique Nana